# El Castell (l'Estany)
El Castell és una gran masia del terme municipal de l'Estany, a la comarca catalana del Moianès. És una obra inclosa a l'Inventari del Patrimoni Arquitectònic de Catalunya.

## Descripció
Està situada en el sector nord-occidental del terme, prop del límit amb el terme de Santa Maria d'Oló, a uns dos quilòmetres al nord-nord-oest del poble de l'Estany. És en el vessant nord del Serrat dels Lliris i del Puig de la Caritat, a l'extrem oriental de la Serra del Castell i al sud-oriental de la Carena del Castell, a l'esquerra de la Riera de l'Estany. Queda a prop i al sud de Sant Feliuet de Terrassola.
Masia, originàriament de planta rectangular, avui amb cossos adossats. L'edifici principal té la teulada a doble vessant i el carener perpendicular a la façana. Té tres nivells: planta baixa, pis noble i golfes. La façana principal, orientada al sud, està molt tapada per altres construccions. El portal, d'arc de mig punt, adovellat, amb gran carreus de pedra picada. Les finestres també tenen carreus de pedra picada. La resta de la pedra és força regular. A llevant cal destacar el cos en galeria de tradició renaixentista i a ponent un cos a doble vessant que comunicava mitjançant un pont a la planta noble.
Als baixos hi havia cabuda per a cellers, corrals i quadres, amb sostre de bigues suportat amb arcs apuntant. A l'interior de la planta noble, hi ha finestres amb festejadors, una cuina amb pica de pedra i sostre amb decoracions florals de guix.

## Història
La casa havia estat de la família Castell i és documentada des del s XIV. Al portal d'entrada una inscripció diu " Pere Castell en 1581". La part posterior ha estat reformada a principis del segle xviii (llinda de 1706). A mitjans del segle xviii, una pubilla es casà amb l'hereu del Cavaller de Vidrà. Des d'aleshores formà part del patrimoni del Cavaller i després dels Vila- Abadal. Al davant de la casa hi ha una edificació, avui restaurada, que havia estat hostal. Hom creu que podia haver estat ubicat aquí el castell de Terrassola, la qual cosa és justificable per la seva situació.